# 山口県道320号塩田中山線
山口県道320号塩田中山線（やまぐちけんどう320ごう しおたなかやません）は、山口県光市から岩国市に至る一般県道である。

## 概要
光市大字塩田から岩国市周東町中山に至る

### 路線データ
- 起点：光市大字塩田（山口県道68号光日積線交点）
- 終点：岩国市周東町中山（山口県道7号柳井周東線交点）

## 歴史
- 1974年（昭和49年）2月5日 - 山口県告示第97号により認定される。
- 2004年（平成16年）10月4日 - 光市と熊毛郡大和町が対等合併して改めて光市が発足したことに伴い起点の地名表記が変更される（熊毛郡大和町塩田→光市塩田）。
- 2006年（平成18年）3月20日 - 岩国市と玖珂郡に属する町村（和木町を除く）が対等合併して改めて岩国市が発足したことに伴い終点の地名表記が変更される（玖珂郡周東町中山→岩国市周東町中山）。

## 地理

### 通過する自治体
- 山口県
  - 光市 - 岩国市

### 交差する道路
| 交差する道路          | 市町村名 | 交差する場所 | 交差する場所 |
| --------------------- | -------- | ------------ | ------------ |
| 山口県道68号光日積線  | 光市     | 大字塩田     | 起点         |
| 山口県道7号柳井周東線 | 岩国市   | 周東町中山   | 終点         |

### 沿線
- 中山川ダム
- 中山湖